# Eastern Conference (NBA)
Die Eastern Conference ist neben der Western Conference eine der beiden Conferences in der nordamerikanischen Basketball-Liga NBA. Sie ist in drei Divisions mit je fünf Teams unterteilt. Noch in der Saison 2003/04 waren es nur zwei Divisions pro Conference mit jeweils sieben bzw. acht Teams.
Die Conferences wurden in der Saison 1970/71 eingeführt. Zuvor gab es lediglich eine Eastern und eine Western Division (mit Ausnahme einer Central Division in der Saison 1949/50).

## Playoff-Modus
Die drei Division-Sieger und die besten fünf weiteren Teams erreichen die Eastern Conference Playoffs. In der ersten Runde dieser Playoffs spielen der Erstplatzierte der Regular Season gegen den Achtplatzierten, der Zweite gegen den Siebten usw. eine Serie von maximal sieben Spielen gegeneinander. Jenes Team, das als erstes vier Siege auf dem Konto verbuchen kann (Best-of-Seven-Modus), kommt in die nächste Runde.
Der Sieger der Eastern Conference-Finals gewinnt seit der Saison 2021/22 mit dem Rebranding der Liga anlässlich ihres 75-jährigen Bestehens die Bob Cousy Trophy. Der wertvollste Spieler der Eastern-Conference-Finals wird als Eastern Conference Finals MVP mit der Larry Bird Trophy ausgezeichnet. 
Die Sieger beider Conferences spielen in den NBA-Finals um den NBA-Titel, in den USA „Weltmeister“ genannt.

## Teams
| Atlanta |

| Boston |

| Charlotte |

| Chicago |

| Cleveland |

| Dallas |

| Denver |

| Detroit |

| Houston |

| Indianapolis |

| 2× Los Angeles |

| Memphis |

| Miami |

| Milwaukee |

| Minneapolis |

| New Orleans |

| 2× New York |

| Oklahoma City |

| Orlando |

| Philadelphia |

| Phoenix |

| Portland |

| Sacramento |

| San Antonio |

| San Francisco |

| Salt Lake City |

| Toronto |

| Washington |

| Atlantic Division (auf der Karte oben in dunkelblau)                                      | Central Division (auf der Karte oben in grün)                                              | Southeast Division (auf der Karte oben in hellblau)                                   |
| ----------------------------------------------------------------------------------------- | ------------------------------------------------------------------------------------------ | ------------------------------------------------------------------------------------- |
| - Boston Celtics - Brooklyn Nets - New York Knicks - Philadelphia 76ers - Toronto Raptors | - Chicago Bulls - Cleveland Cavaliers - Detroit Pistons - Indiana Pacers - Milwaukee Bucks | - Atlanta Hawks - Charlotte Hornets - Miami Heat - Orlando Magic - Washington Wizards |